# Les Miracles
Pour plus de détails, voir Fiche technique et Distribution.
Les Miracles (Himala) est un film philippin réalisé par Ishmael Bernal, sorti en 1982.

## Synopsis
Elsa provoque des heurts dans son village quand elle dit avoir vu une apparition de la Vierge Marie.

## Fiche technique
- Titre : Les Miracles
- Titre original : Himala
- Réalisation : Ishmael Bernal
- Scénario : Ricardo Lee
- Musique : Winston Raval
- Photographie : Sergio Lobo
- Montage : Ike Jarlego Jr.
- Production : Bibsy M. Carballo
- Société de production : Experimental Cinema of the Philippines
- Pays :  Philippines
- Genre : Drame
- Durée : 124 minutes
- Dates de sortie : 
  -  Philippines : 25 décembre 1982

## Distribution
- Nora Aunor : Elsa
- Spanky Manikan : Orly
- Gigi Dueñas : Nimia
- Laura Centeno : Chayong
- Vangie Labalan : Aling Saling
- Veronica Palileo : Mme. Alba
- Ama Quiambao : Sepa
- Ben Almeda : Baldo
- Cris Daluz : Igme
- Aura Mijares : Mme. Gonzales
- Joel Lamangan : le prêtre
- Ray Ventura : Bino
- Pen Medina : Pilo
- Tony Angeles : le chef de la police
- Joe Gruta : le maire
- Estela De Leon : Delia
- Lem Garcellano : Narding
- Cesar Dimaculangan : Lucio
- Mahatma Canda : l'aveugle
- Vicky Castillo : le mendiant
- Richard Arellano
- Erwin Jacinto
- Potenciano Guzman
- Reynaldo Mababangloob III
- Nelson Obach

## Distinctions
Le film a été présenté en sélection officielle en compétition lors de Berlinale 1983.